# Anne Paul Emmanuel Sigismond de Montmorency-Luxembourg
Pour les autres membres de la famille, voir Maison de Montmorency.
Anne Paul Emmanuel Sigismond de Montmorency-Luxembourg (° 8 décembre 1742 - † 1789), chevalier de Montmorency-Luxembourg, puis prince de Luxembourg, est un militaire français.

## Biographie
Il fait ses premières armes dans la marine et commande en 1763 la Frégate Topase. Il obtient ensuite la charge de capitaine de la seconde compagnie des gardes du corps sur la démission du prince de Tingry. Il est créé maréchal de camp, le 1er janvier 1784.

## Ascendance
Hugues Capet → Robert II de France → Henri Ier de France → Philippe Ier de France → Louis VI de France → Robert Ier de Dreux → Alix de Dreux → Gertrude de Nesle-Soissons → Bouchard V de Montmorency → Mathieu III de Montmorency → Mathieu IV de Montmorency → Jean Ier de Montmorency → Charles Ier de Montmorency → Jacques de Montmorency → Jean II de Montmorency → Louis de Montmorency-Fosseux → Rolland de Montmorency-Fosseux → Claude de Montmorency-Fosseux → François Ier de Montmorency-Hallot → Louis de Montmorency-Bouteville → François de Montmorency-Bouteville → François-Henri de Montmorency-Bouteville → Paul Sigismond de Montmorency-Luxembourg → Charles Paul Sigismond de Montmorency-Luxembourg → Charles Anne Sigismond de Montmorency-Luxembourg → Anne Paul Emmanuel Sigismond de Montmorency-Luxembourg

## Sources
- David Bailie Warden, Saint-Allais (Nicolas Viton), Maur François Dantine, Charles Clémencet, Ursin Durand, François Clément, L'art de vérifier les dates des faits historiques, des chartes, des chroniques..., 1818.